# Essex County, New Jersey
Essex County är ett administrativt område (county) i delstaten New Jersey, USA. Essex är ett av 21 countyn i delstaten och ligger i den nordöstra delen av New Jersey. Vid 2010 års folkräkning hade Essex County 783 969 invånare. Den administrativa huvudorten (county seat) är Newark, som även är countyts och delstaten New Jerseys största stad. Landshövding (county executive) är Joseph N. DiVincenzo, Jr.

## Geografi
Enligt United States Census Bureau har countyt en total area på 336 km². 327 km² av den arean är land och 9 km² är vatten.

### Angränsande countyn
- Passaic County, New Jersey - nord
- Bergen County, New Jersey - öst
- Hudson County, New Jersey - öst
- Union County, New Jersey - syd
- Morris County, New Jersey - väst

### Orter
- Caldwell
- East Orange
- Essex Fells
- Glen Ridge
- Newark (huvudort)
- North Caldwell
- Roseland